# غليتش للانتاج
غليتش للانتاج (بالإنجليزية:Glitch Productions) هو إستوديو رسوم متحركة إسترالي يقع مقره االرئيسي في سيدني، نيو ساوث ويلز. بدأوا عام 2017
لقد توسعوا في ميزانية الانتاج لتشمل السيرك الرقمي المذهل وماردر درونز التي نشرت في يوتيوب حيث حصد السيرك الرقمي المذهل 200 مليون مشاهدة في 2023 ديسمبر.
ظهرت الشركة على قائمة فوربس 30 تحت ال30 للإعلام والتسويق والإعلان في عام 2023.

## الأصل
في عام 2011 مايو 7، زميل المنشِأ الذي يدعى لوك لاردويتشاجول أنشأ موقعه الأول بعمر الحادي عشر.المحتوى غالباً ما تركز عن الرسوم المتحركة الخاصة بماريو وشخصيات اخرى عبر ألعاب الفيديو والإنترنت.حوالي عام 2016، أخوه الأكبر اوالذي يدعى كيفين لاردويتشاجول الذي كان يراقب القناة والجمهور الواسع، رأى امكانية انشاء اعمال تجارية حول القناة، ثم إنضم لاحقاً إلى المسلسل ككاتب متفرغ ومنتج، بينما لوك أخذ دور توجيهي وكذلك التعبير عن الشخصيات.